# Экологическое равновесие
Экологическое равновесие — это относительный баланс устойчивости видового состава живых организмов, их численности, продуктивности, пространственного размещения, сезонных изменений, биотического круговорота веществ и других биологических процессов в естественных или измененных человеком экологических системах.
Кибернетический закон внутреннего динамического равновесия заключается в том, что нарушение хотя бы одного из параметров экосистемы неизбежно приводит к изменениям других показателей или подсистем. Этим законом объясняем гомеостаз организма, популяции и даже всего биогеоценоза.